# Liste der Abgeordneten zum Südtiroler Landtag (XIII. Legislaturperiode)
Die Liste der Abgeordneten zum XIII. Südtiroler Landtag listet alle bei der Landtagswahl 2003 gewählten Abgeordneten und etwaige Nachrücker auf.

## Abgeordnete
| Mitglied des Landtages    | Partei oder Wahlbündnis             |
| ------------------------- | ----------------------------------- |
| Walter Baumgartner        | Südtiroler Volkspartei              |
| Hans Berger               | Südtiroler Volkspartei              |
| Michaela Biancofiore 1    | Forza Italia                        |
| Luigi Cigolla             | Unione Autonomista                  |
| Francesco Comina 2        | Pace e Diritti – Insieme a sinistra |
| Riccardo Dello Sbarba 3   | Verdi Grüne Vërc                    |
| Herbert Denicolò          | Südtiroler Volkspartei              |
| Luis Durnwalder           | Südtiroler Volkspartei              |
| Werner Frick              | Südtiroler Volkspartei              |
| Luisa Gnecchi 4           | Pace e Diritti – Insieme a sinistra |
| Hans Heiss                | Verdi Grüne Vërc                    |
| Giorgio Holzmann 5        | Alleanza Nazionale                  |
| Sabina Kasslatter Mur     | Südtiroler Volkspartei              |
| Eva Klotz                 | Union für Südtirol                  |
| Cristina Kury             | Verdi Grüne Vërc                    |
| Sepp Kusstatscher 6       | Verdi Grüne Vërc                    |
| Martina Ladurner          | Südtiroler Volkspartei              |
| Michl Laimer              | Südtiroler Volkspartei              |
| Seppl Lamprecht           | Südtiroler Volkspartei              |
| Pius Leitner              | Die Freiheitlichen                  |
| Ulli Mair                 | Die Freiheitlichen                  |
| Mauro Minniti             | Alleanza Nazionale                  |
| Hanspeter Munter          | Südtiroler Volkspartei              |
| Florian Mussner           | Südtiroler Volkspartei              |
| Franz Pahl                | Südtiroler Volkspartei              |
| Georg Pardeller           | Südtiroler Volkspartei              |
| Alberto Pasquali 7        | Forza Italia                        |
| Andreas Pöder             | Union für Südtirol                  |
| Albert Pürgstaller 8      | Südtiroler Volkspartei              |
| Otto Saurer               | Südtiroler Volkspartei              |
| Donato Seppi              | Unitalia                            |
| Alberto Sigismondi 9      | Alleanza Nazionale                  |
| Veronika Stirner Brantsch | Südtiroler Volkspartei              |
| Martha Stocker            | Südtiroler Volkspartei              |
| Hermann Thaler 10         | Südtiroler Volkspartei              |
| Richard Theiner           | Südtiroler Volkspartei              |
| Julia Unterberger         | Südtiroler Volkspartei              |
| Alessandro Urzì           | Alleanza Nazionale                  |
| Thomas Widmann            | Südtiroler Volkspartei              |
| Rosa Zelger Thaler        | Südtiroler Volkspartei              |